# الجلاء (دير الزور)
الجلاء، بلدة تقع شرق سوريا تتبع منطقة البوكمال في محافظة دير الزور. تقع على ضفاف الفرات جنوبي مدينة دير الزور. تحيط بها عدد من القرى والبلدات، حيث تقع العباس إلى الغرب، والرمادي والبوكمال إلى الجنوب، ووادي الخرايج وهجين إلى الشمال. بلغ عدد سكانها 9,171 نسمة حسب تعداد المكتب المركزي للإحصاء عام 2004.
تُعدُّ الجلاء المركز الإداري لناحية الجلاء التي تحمل اسمها ضمن منطقة البوكمال، حيث تضم الناحية ست بلدات بلغ مجموع سكانها 29,255 نسمة في نفس الإحصاء. خلال الحرب الأهلية السورية، خضعت المدينة لسيطرة تنظيم الدولة الإسلامية (داعش) حتى تمكّن نظام الأسد من استعادتها بتاريخ 5 ديسمبر عام 2017.